# Zorgvlied (Drenthe)
Zorgvlied is een dorp in de gemeente Westerveld in de Nederlandse provincie Drenthe. Het ligt vlak bij de grens met de provincie Friesland. Het dorp heeft zijn naam te danken aan een - nu verdwenen - villa Zorgvlied. In 2023 had het 195 inwoners.

## Geschiedenis
Van 1819 tot 1823 kocht de Maatschappij van Weldadigheid grote stukken heide aan die om Groot en Klein Wateren lagen in de marke van Diever en Wateren. Tegen de Friese grens werd in 1823 het Instituut voor de Landbouw gesticht. Deze school was een van de eerste in haar soort in Nederland. Tot 1859 heeft zij - de school werd ook wel kweekschool genoemd - gefunctioneerd als opleidingsinstituut voor de Maatschappij van Weldadigheid. Het gebouw is nog goed te herkennen in het dorpsbeeld (rechts van de r.k.-kerk) en biedt onderdak aan vier senioren.
In 1859 werden de gronden en de school verkocht aan J.F.de Ruyter de Wildt, een ver familielid van de beroemde admiraal. De Ruyter de Wildt bouwde onder andere de villa Castera Vetera, die voltooid werd in 1862.
In 1879 werd e.e.a. verkocht aan Lodewijk Guillaume Verwer. Deze noemde de villa Huize Zorgvlied. Hij haalde Brabantse tabaksplanters en Friese katholieke boeren naar zijn landgoed. In 1880 begon hij in een huiskapel met r.k. erediensten. In 1893 werd in deze kleine katholieke enclave de parochie Wateren-Zorgvlied een feit. Pastoor van deze parochie was van 1994 tot 2003 Dr. J.H.J. (Hans) van den Hende, die later bisschop werd van Breda en van Rotterdam.
Verwer overleed in 1910. Hij liet 250 ha land na met villa's en boerderijen. Huize Zorgvlied werd in 1930 gesloopt, maar de naam bleef voortleven als de naam van een dorp dat nu een belangrijk toeristisch centrum is.

## Geboren
- Tollien Schuurman (1913-1994), atlete